# Dysonia lamellipes
Dysonia lamellipes är en insektsart som beskrevs av Bruner, L. 1915. Dysonia lamellipes ingår i släktet Dysonia och familjen vårtbitare. Inga underarter finns listade i Catalogue of Life.